# Риппи, Мэтт
Мэтт Риппи (англ. Matt Rippy; род. 26 января 1968, Хьюстон, Техас, США) — американский и британский актёр.

## Биография
Мэтт Риппи родился 26 января 1968 года в Хьюстоне, штат Техас, США.
В 1994 году переехал в Великобританию, когда гастролировал вместе с театральной труппой Reduced Shakespeare Theatre company. С 2001 года начал сниматься в кино.
Наиболее удачный год в карьере актёры был 2008: вышло сразу четыре фильма с участием Мэтта Риппи — «День мертвецов» (в котором ему досталась роль учёного, ответственного за вспышку эпидемии вируса), «Хеллбой 2: Золотая армия», «Темный рыцарь» и «Бугимен 3».

## Фильмография
| Год       |   | Русское название                    | Оригинальное название        | Роль                            |
| --------- | - | ----------------------------------- | ---------------------------- | ------------------------------- |
| 2001      | ф | Новичкам везёт                      | Beginner's Luck              | Ричард                          |
| 2001      | с | Джонатан Крик                       | Jonathan Creek               | Бронсон Петерман                |
| 2002      | с | Динотопия: Новые приключения        | Dinotopia                    | молодой Кортез                  |
| 2004      | ф | У моря                              | Beyond the Sea               | Дэвид Гершенсон                 |
| 2006      | ф | Пенелопа                            | Penelope                     | шофёр (в титрах не указан)      |
| 2007      | с | Торчвуд                             | Torchwood                    | настоящий капитан Джек Харкнесс |
| 2008      | ф | День мертвецов                      | Day of the Dead              | доктор Логан                    |
| 2008      | ф | Хеллбой 2: Золотая армия            | Hellboy II: The Golden Army  | ведущий новостей                |
| 2008      | ф | Темный рыцарь                       | The Dark Knight              | первый помощник                 |
| 2008      | ф | Бугимен 3                           | Boogeyman 3                  | доктор Роджер Кейн              |
| 2010—2011 | с | Тайный дневник девушки по вызову    | Secret Diary of a Call Girl  | футболист Джесси                |
| 2014      | ф | Джек Райан: Теория хаоса            | Jack Ryan: Shadow Recruit    | агент ФБР Симмонс               |
| 2014      | ф | Охотники за сокровищами             | The Monuments Men            | полковник Грегг                 |
| 2015      | ф | Акула-робот                         | Roboshark                    | Рик Лэнсон                      |
| 2015      | ф | Эдди «Орёл»                         | Eddie the Eagle              | американский телеведущий        |
| 2016      | ф | Изгой-один. Звёздные войны: Истории | Rogue One: A Star Wars Story | капрал Росток                   |
| 2017      | ф | Наёмник                             | American Assassin            | капитан корабля «USS Flynn»     |
| 2017      | с | Корона                              | The Crown                    | офицер военной разведки США     |
| 2020      | ф | Чёрный красавец                     | Black Beauty                 | Генри Гордон                    |